# Marcelino García
Marcelino García Alonso (Oviedo, 27 juni 1971) is een Spaans voormalig beroepswielrenner. Hij reed het grootste gedeelte van zijn carrière voor het Spaanse ONCE. Daarna kwam hij nog twee seizoenen uit voor CSC-Tiscali.
Hoogtepunt van Garcia's carrière was de eindoverwinning in het Internationaal Wegcriterium in 1997.

## Belangrijkste overwinningen
1996
- 3e etappe Euskal Bizikleta

1997
- 2e etappe Internationaal Wegcriterium
- Eindklassement Internationaal Wegcriterium

1998
- 3e etappe Ruta del Sol
- Eindklassement Ruta del Sol

2001
- 3e etappe Ronde van Hessen

## Resultaten in voornaamste wedstrijden
| Jaar | Ronde van Italië | Ronde van Frankrijk | Ronde van Spanje |
| ---- | ---------------- | ------------------- | ---------------- |
| 1994 |                  |                     |                  |
| 1995 | 55e              |                     |                  |
| 1997 |                  | 121e                |                  |
| 1998 |                  | opgave              |                  |
| 1999 |                  | opgave              |                  |
| 2000 |                  |                     | 70e              |
| 2001 |                  | 122e                |                  |
| 2002 | 39e              |                     |                  |

| Jaar | Gent-Wevelgem | Amstel Gold Race | Luik-Bast.‑Luik | Ronde van Lombardije |
| ---- | ------------- | ---------------- | --------------- | -------------------- |
| 1994 | 32e           |                  |                 |                      |
| 1995 |               |                  | 35e             |                      |
| 1997 |               | 60e              | 76e             |                      |
| 1998 |               |                  | 62e             |                      |
| 1999 |               |                  |                 |                      |
| 2000 |               |                  | 92e             |                      |
| 2001 |               |                  | 53e             | 51e                  |
| 2002 |               |                  |                 | 58e                  |